# Peder Pedersen (fodboldspiller)
 For alternative betydninger, se Peder Pedersen. (Se også artikler, som begynder med Peder Pedersen)
Jens Peder Villiam Andreas Pedersen (født 12. september 1882 i København, død 5. november 1966 på Frederiksberg i København) var en dansk fodboldspiller.
Pedersen spillede back i KB og vandt guldmedalje med det uofficielle danske hold (bestående af spillere fra KBU) i OL 1906. 